# Ecklasjön
Ecklasjön är en sjö i Partille kommun i Västergötland och ingår i Göta älvs huvudavrinningsområde.

## Bilder

Ecklasjön
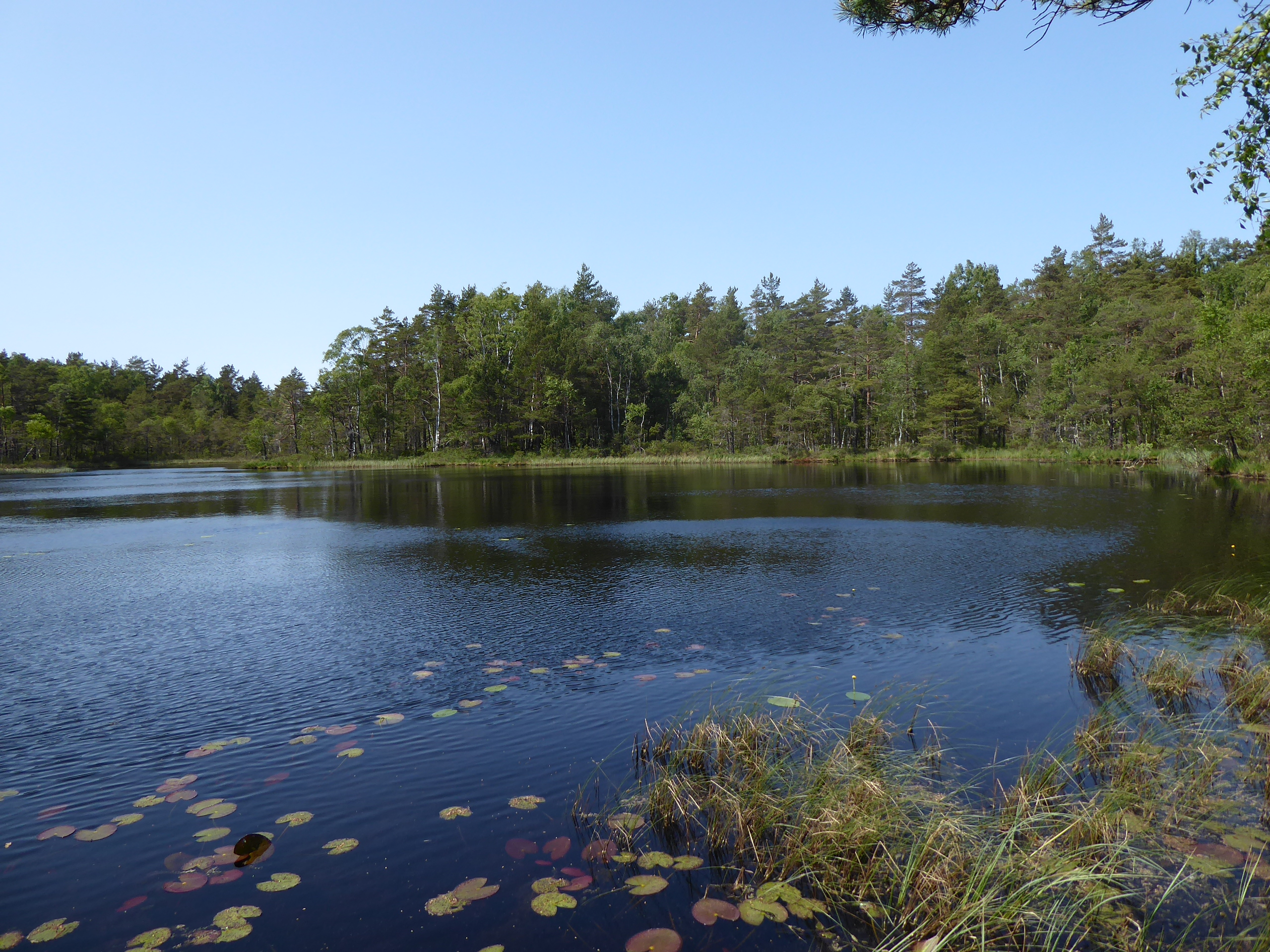
Ecklasjön från sydöst riktning nordväst den 1 juni 2023
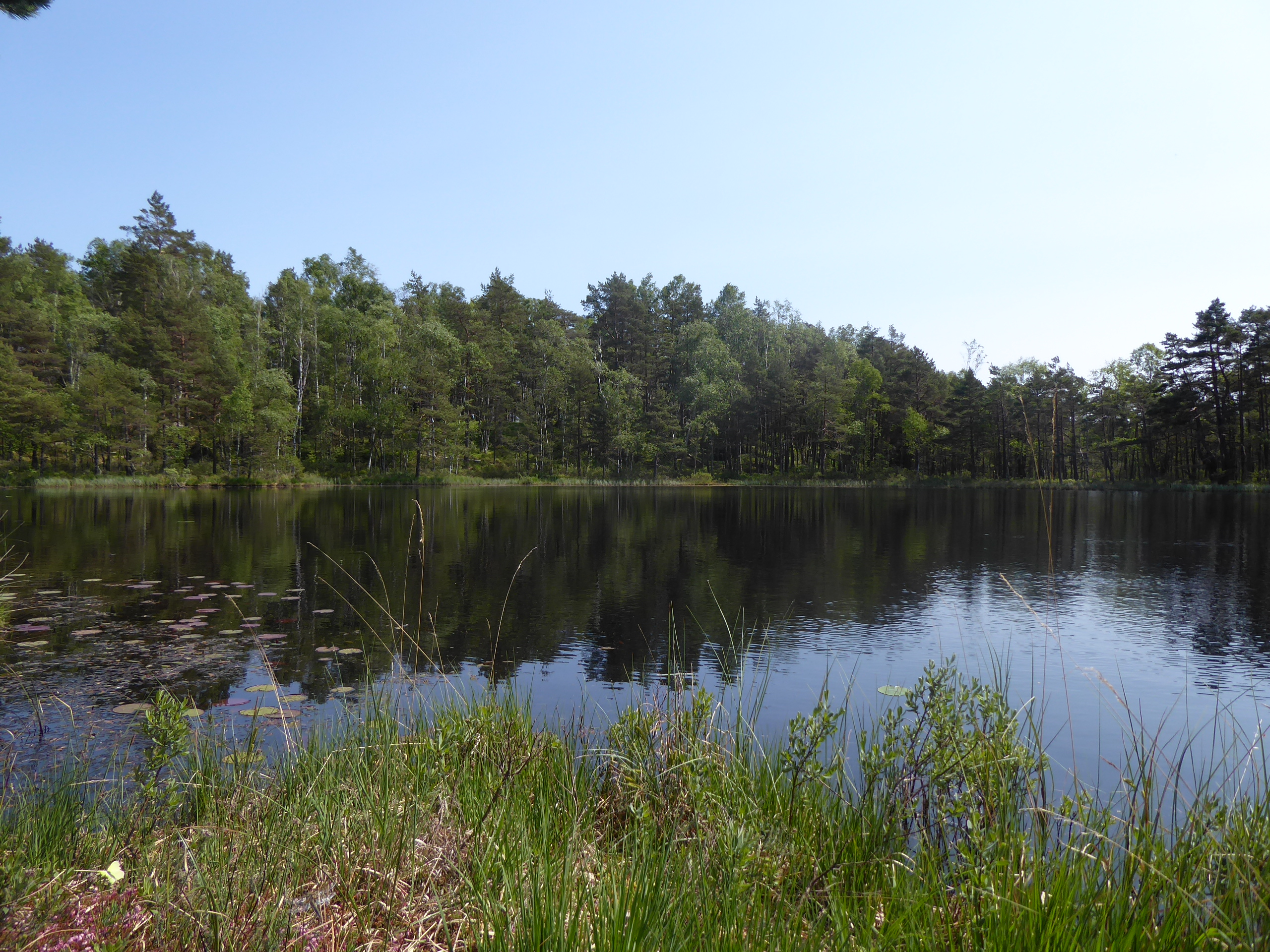
Ecklasjön från norr riktning öster den 1 juni 2023.